# Боэмунд II (князь Антиохии)
Боэмунд II (Боэмон де Тарант, фр. Bohemond de Tarente, 1104/05, 1107 или 1108 — февраль 1130) — князь Антиохии в 1112—1130 годах, князь Таранто в 1112—1128 годах.

## Биография

### Ранние годы
Боэмунд II был сыном князя Антиохии и Таранто Боэмунда I и его супруги, Констанции Французской. Кроме него в семье был ещё один сын. Боэмунд родился в 1104/05, 1107 или 1108 году. В 1104 году его отец, Боэмунд I вернулся в Италию за помощью в кампаниях против Византии, оставив своим управителем в Антиохии племянника Танкреда. Согласно двум грамотам, последний оставался на своём посту и в 1108 году. В сентябре того же года из-за неудач на фронте Боэмунд I подписал Девольский договор с Византией, который разрешал последней аннексировать территорию княжества после его смерти.
Боэмунд I скончался в Италии (Апулии) в 1111 году, когда его сыновья были ещё очень юными. Понимая, что для того, чтобы Девольский договор вступил в силу, нужно получить согласие Танкреда, фактически правящего Антиохией, византийский император Алексей I Комнин направил послов к нему, однако Танкред решительно отказал. При отсутствии амбиций править всеми теми территориями, попытка захвата которых сгубила его дядю, он всё ещё желал сделать Антиохию сильным и независимым государством, а для этого становится вассалом было противопоказано. Годом позже, в декабре 1022 года, Танкред, однако, скончался. Взрослых детей у него не было, лишь несовершеннолетняя дочь, в связи с чем по завещанию трон Антиохии должен был получить его племянник Рожер Салернский.
Кем именно являлся Рожер в годы правления неясно. Гийом Тирский писал, что в завещании Танкреда говорилось о том, что Рожер назначается преемником с обязательством и «пониманием того, что требованию Боэмунда II и его преемников отказаться от него он не имеет права отказать». Эти слова говорят о высокой вероятности того, что Рожер де-факто занимал лишь статус регента. Однако известно, что он принял титул князя, что говорило о том, что он считал себя полноправным властителем покорённых земель, хотя и признавал права Боэмунда II на земли. Хотя при этом известно, что один из современников Рожера, монах Фульберт Шартрский обвинял его в том, что он лишил наследства «собственного господина, жившего в Апулии с матерью». Между 1117 и 1119 годами в Апулии издавались хартии, который называли его сыном князя Антиохии, но не князем.
Так или иначе, Рожер «показал себя достойным преемником». В его годы уже не было завоеваний и глобальных сражений против христиан, а начались кампании против мусульман при поддержке других князей королевств крестоносцев, а в отношениях с Византией наступил 30-летний период мира. 28 июня 1119 года состоялась «битва на Кровавом поле», которая привела к катастрофе для христиан в лице смерти многих знатных мужей от рук сельджукских солдат. Король Иерусалима Балдуин II направился в Антиохию, пытаясь защитить её от бейлербея Артукогуллары из Мардина, Иль-Гази бен Артука. Знать Антиохии провозгласила короля Иерусалимского своим властителем, хотя, по словам Готье Канцлера, намеренно подчеркнула, что их законным князем является Боэмунд II. В конце концов они пришли к согласию о том, что как «сюзерен всех франков Востока» Балдуин будет править княжеством до достижения совершеннолетия, после достижения которого он согласился вернуть трон законному властителю. Там же собравшиеся пришли к единому выводу о том, что между Балдуином и Боэмундом необходим военный союз, который было решено закрепить путём заключения династического брака между подрастающим князем и дочерью Балдуина Алисой. Пожалования монарху, которые будут совершены Балдуину, последний мог оставить себе, и Балдуин не мог на них претендовать.
В 1123 году Балдуин попал в плен. В связи с этим событием мещане Антиохии направили послов к Боэмунду, призывая его вернуться на Ближний Восток и принять власть над княжеством. Будучи на тот момент уже совершеннолетним или близким к этому, Боэмунд, согласно Гийому Тирскому, заключил соглашение с герцогом Вильгельмом II из Апулии, согласно которому тот, кто первым из них умрёт без потомства, тот должен завещать своё княжество другому. Впрочем, в современной историографии достоверность сообщения Вильгельма находится под большим вопросом. Алессандро из Телезе записал, что перед отъездом в Сирию Боэмунд передал свои итальянские владения Святому Престолу, Ромуальд Салернский заявлял, что он сделал Алессандро, графа Конверсано, своим наместником здесь, а Фульберт Шартрский писал, что владения остались Вильгельму. В середине сентября на эскадре из 22 (24) кораблей с лошадьми и провизией Боэмунд отплыл из Отранто. Он прошёл через Киклады, Родос, Памфилию, Ликию, Атталию, Малую Антиохию, Исаврию и Селевкию и обошёл слева Кипр, а справа Тарс и Мелот. В начале следующего месяца флот добрался до Калъат-Симъан, где его «со всеми возможными почестями» приветствовал вернувшийся из плена король Балдуин, в присутствии которого Боэмунд официально был коронован как князь Антиохийский. Фульберт Шартрский писал, что во время этого путешествия, путешественники боялись «вавилонского или пиратского флота», который «распространился по всему морю».

### Правление
Вскоре после прибытия Боэмунда небольшое поселение на севере Сирии, Кафартаб захватил военачальник эмира Хомса Бадр ад-Даула, однако уже в начале следующего 1127 года князь забрал её обратно. Примерно в это же время он разгромил и войска из Шайзара. Благодаря этим победам, его правление началось «блестяще». В том же году Боэмунд вступил в конфликт с графом Эдессы Жосленом I. Каждый по отдельности осенью предпринимал успешные походы против атабека Мосула аль-Бурзуки, однако из-за зависти не стали начинать сотрудничество. Заключив с мусульманами перемирие, Жослен получил земли, ранее входившие в состав княжества Антиохийского. Жослен к тому же был женат на Марии, сестре Рожера Антиохийского, приданым которой должен был стать Аазаз. Боэмунд заключённое соглашение о передаче города расторг, поскольку посчитал, что его регент не имел права распоряжаться его землями. В итоге Жослен взял с собой мусульман и разграбил несколько пограничных поселений Антиохийского княжества, от чего его не смог удержать даже интердикт, который патриарх Бернар Валентский наложил на всё графство Эдесское.
Данный конфликт вызвал яростную реакцию со стороны короля, надеявшегося на то, что они предпримут совместный поход против Мосула, где скончался аль-Бурзуки. Он направился в сторону боевых действий, заставив воюющие стороны начать мирные переговоры. Более воинственный Жослен подцепил болезнь. Он счёл её «небесной карой» и согласился отказаться от своих претензий на Аазаз, а также заключить мир с Антиохией. Однако удачное время для похода подошло к концу, поскольку власть в Мосуле досталась новому, куда более умелому и грозному противнику, который прибыл в город 28 июня 1128 года по приказу аббасидского халифа аль-Мустаршид Биллаха, — Имад ад-Дину, основателю династии Зангидов.
Во время правления Боэмунда II ощущалось сильное влияние Византии и ортодоксов в целом. Так на отчеканенных в годы его правления монетах в большом количестве встречаются византийские образы. В частности на фоллисах имеются изображения Христоса Пантократора и Георгия Победоносца.

## Брак и дети
Был женат на Алисе, княгине Антиохии. В этом браке была единственная дочь:
- Констанция (1127—1163), княгиня Антиохии.

### На русском
- Брюн С. П. Ромеи и франки в Антиохии, Сирии и Киликии XI-XIII вв : к истории соприкосновения латинских и византийских христиан на рубежах востока / С. П. Брюн. — М.: ООО «ИЦ „Маска“», 2015. — Т. 1. — 572 с. — 300 экз. — ISBN 978-5-905379-75-8.
- Норвич Дж. Нормандцы в Сицилии. Второе нормандское завоевание. 1016—1130 / Пер. с англ. Л. А. Игоревского. — М.: Центрполиграф, 2005. — 367 с. — 5000 экз. — ISBN 5-9524-1751-5.
- Рансимен С. Завоевания крестоносцев. Королевство Балдуина I и франкский Восток = A History of the Crusades / Пер. с англ. Т. М. Шуликовой. — М.: ЗАО «Центрполиграф», 2020b. — Т. 2. — 479 с. — (Всемирная история). — 3000 экз. — ISBN 978-5-9524-5456-9.
- Ришар Ж. Латино-Иерусалимское королевство / Пер. с фр. А. Ю. Карачинского; Вступ. ст. С. В. Близнюк. — СПб.: «Издательская группа Евразия», 2002. — 448 с. — 2000 экз. — ISBN 5-8071-0057-3.
- Фердинанд Шартрский. О плавании юного Боэмунда. // Иерусалимская история. / перевод с латинского, вступительная статья и примечания А. Н. Слёзкина. — СПб.: Издательская группа «Евразия», 2020. — С. 232—233. — 368 с. — (Chronicon / научный ред. А. Ю. Карачинский). — 1000 экз. — ISBN 978-5-8071-0397-0.
- Фролов Д. Л. Светская власть и ортодоксы в государствах крестоносцев: между волей Рима и верой подданных // Проблемы истории, филологии, культуры. — 2018. — Январь (№ 1 (59)). — С. 197—211. — ISSN 1992-0431. — doi:10.18503/1992-0431-2018-1-59-197–211.

### На английском
- Asbridge Thomas S[англ.]. The Creation of the Principality of Antioch, 1098–1130 (англ.). — Woodbridge: Boydell Press[англ.], 2000. — 233 p. — ISBN 978-0-85115-661-3.
- Barber Malcolm[англ.]. The Crusader States (англ.). — New Heawen & London: Yale University Press, 2012. — 496 p. — ISBN 978-0-300-11312-9.
- Houben Hubert[англ.]. Roger II of Sicily : Ruler between East and West (англ.) / translated brom German by Graham A. Loud[англ.] and Diane Milburn. — Cambridge: Cambridge University Press, 2002. — 231 p. — (Cambridge Medieval Textbooks). — ISBN 0-521-65208-1.
- Nicholson Robert L. The Growth of the Latin States, 1118–1144 // A History of the Crusades (англ.) / ed. by Kenneth M. Setton & Marshall W. Baldwin[вд]. — 2nd ed. — Madison: University of Wisconsin Press, 1969. — Vol. I: The First Hundred Years. — P. 410—447. — 722 p. — ISBN 0-299-04844-6.